# Danzig (groupe)
Pour les articles homonymes, voir Danzig.
Danzig est un groupe américain de heavy metal originaire de Lodi dans le New Jersey. Fondé en 1987 par le chanteur Glenn Danzig, le groupe joue un style de heavy metal orienté  blues rock et doom inspiré par les premières chansons de Black Sabbath.

## Historique

### Formation et débuts (1986–1994)

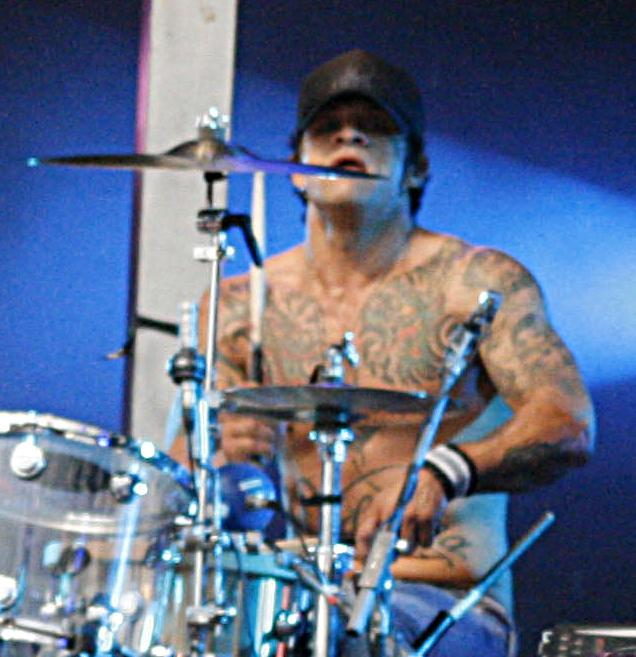
Joey Castillo.

En juillet 1986, lors d'un concert de Samhain, Rick Rubin (qui cherchait alors des groupes pour son label Def Jam) est impressionné par la voix et la présence scénique de Glenn Danzig. À la fin du concert, il soumet au chanteur son idée de former un supergroupe, dont Glenn serait le chanteur. Celui-ci refuse l'idée, ne voulant pas continuer l'aventure sans son bassiste et ami Eerie Von. Rick Rubin propose donc de faire signer le groupe sur son label en y apportant des modifications musicales (notamment la mise en avant des talents vocaux de Glenn Danzig, et un son plus orienté vers le heavy metal) et en changeant le nom pour Danzig.
Un an plus tard, le guitariste John Christ et le batteur Chuck Biscuits (ancien membre de Black Flag) viendront compléter la formation de départ. C'est avec cette composition que le groupe publie en 1988 son tout premier album, intitulé Danzig, dans lequel on retrouve un heavy metal teinté de blues qui constituera l'originalité du groupe à ses débuts. Malgré la sortie de singles tels que Mother ou Twist of Cain, les critiques et les ventes de l'album ne furent pas très bonnes lors de sa publication, mais il sera par la suite considéré comme un des albums phares du heavy metal. Il est publié au label Def American (plus tard renommé American Recordings).
En 1990, le groupe publie, toujours avec l'aide de Rubin, son second album : Danzig II: Lucifuge, avec un son plus diversé que son prédécesseur, qui lui apportera un succès commercial plus important. Deux ans plus tard, le groupe publie son troisième album Danzig III: How the Gods Kill, que beaucoup de fan considèrent comme l'apogée musicale du groupe. Cet album sera l'album le plus vendu du groupe au moment de sa sortie. En 1993, le groupe publie un EP qui rencontrera un succès commercial très important (puisqu'il sera sacré disque de platine) : Thrall - Demonsweatlive qui contient trois nouveaux titres, ainsi que quatre chansons interprétées en live. Parmi ces titres enregistrés lors d'un concert en Californie figure le single Mother, qui sera en quelque sorte « redécouvert » par les radios et les chaines de télévision (notamment MTV) qui diffuseront en boucle ce titre issu du tout premier album du groupe, permettant ainsi à Danzig de devenir, six ans après sa sortie, l'album le plus vendu parmi la discographie du groupe.
Cette même année apparaissent des tensions entre Glenn Danzig et sa maison de disques à propos de l'orientation musicale de sa musique, mais également à cause du fait que le groupe ne touche pas de royalties, ce qui entrainera un éloignement avec Rick Rubin, qui participe néanmoins à la production du quatrième album Danzig 4, sorti en 1994. Cet album, qui se distingue par un son plus expérimental que ses prédécesseurs se vend néanmoins de manière satisfaisante. Cependant les différends entre Glenn Danzig et Rick Rubin se sont accentués, et la maison de disques American Recordings décide de se séparer du groupe. Parallèlement, l'ambiance au sein du groupe se détériore, et Chuck Biscuits décide de quitter le groupe en 1994. Il sera alors remplacé par Joey Castillo. Un an plus tard, John Christ et Eerie Von décident de quitter en même temps Glenn Danzig, à la suite de désaccords avec le leader du groupe. Ce dernier affirme que ce changement brutal de composition était dû à son envie de changer ses musiciens pour mieux évoluer.

### Compositions variables (1995–2004)
La séparation de la formation d'origine va entrainer une grande instabilité durant la suite de la carrière du groupe, puisque tous les albums suivants seront publiés avec des compositions différentes. C'est en effet entouré de tous nouveaux musiciens que Glenn Danzig va enregistrer le cinquième album Blackacidevil (1996), qui marque un tournant dans l'orientation musicale du groupe, avec un son se rapprochant du rock industriel. On peut noter la participation du guitariste Jerry Cantrell (Alice in Chains) à cet album qui recevra une critique plutôt sceptique de la part des fans.
Le sixième album du groupe, 6:66 Satan's Child, publié en 1999 avec une composition une nouvelle fois remaniée, confirmera ce virage musical, avec des éléments de doom metal et de musique électronique qui éloigneront définitivement Danzig du style commun aux quatre premiers albums. En 2002, le groupe enregistre I Luciferi (qui sera le dernier album auquel participe Joey Castillo) avec un son très lourd et sombre, même si certains morceaux rappellent les bases mélodiques des premiers albums. Deux ans plus tard, en 2004, le groupe publie son huitième album Circle of Snakes, avec Tommy Victor (ex-Prong) à la guitare, qui sera considéré par certains fans comme le meilleur album depuis la fin de l'ère classique du groupe.

### Actualités (depuis 2005)

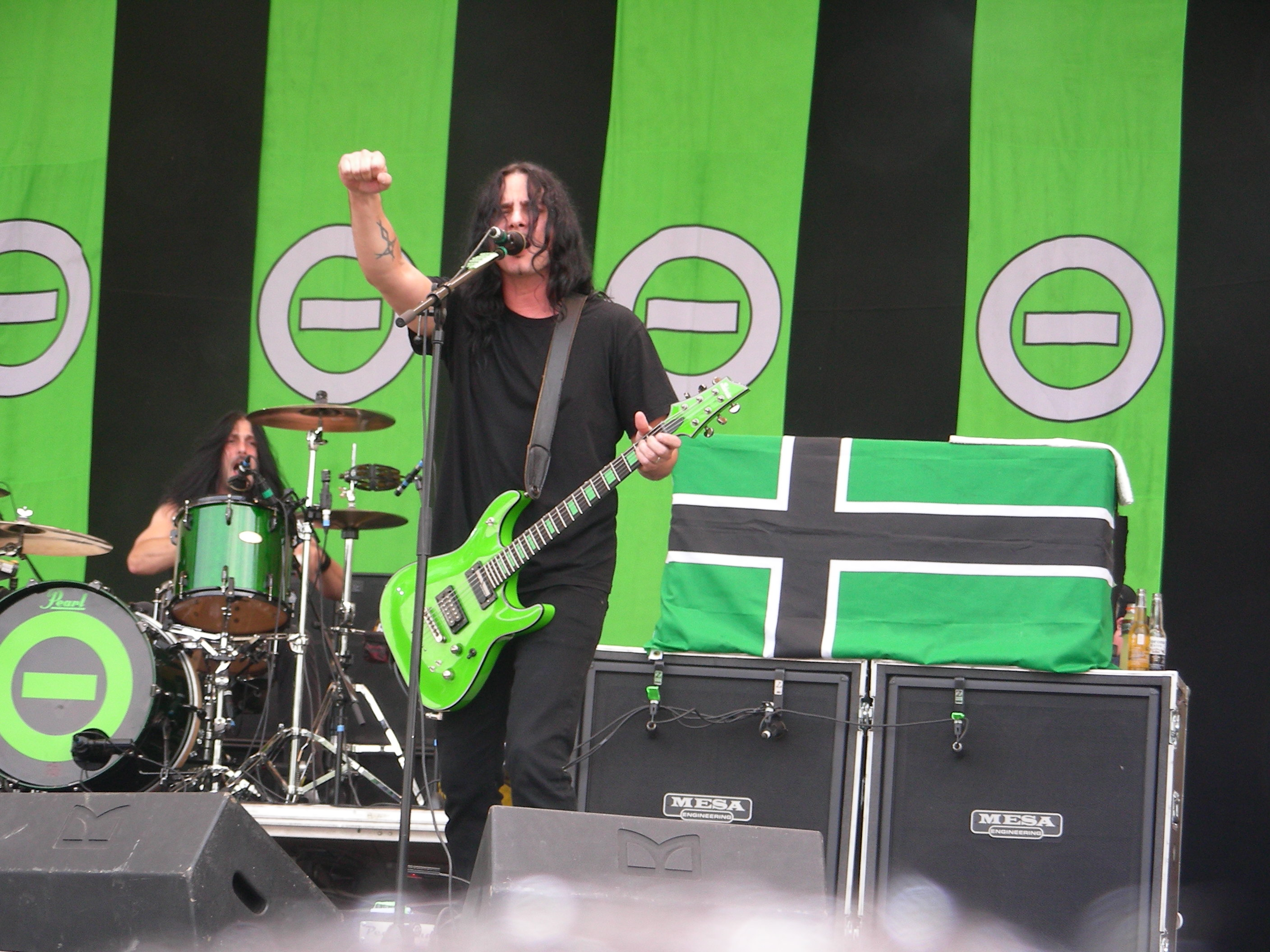
Johnny Kelly et Kenny Hickey.

Depuis 2005, l'ancien guitariste des Misfits, Doyle Wolfgang Von Frankenstein, apparait régulièrement lors des concerts de Danzig pour jouer quelques morceaux des Misfits aux côtés de son ancien chanteur, fait historique, puisque les deux hommes ne s'étaient pas retrouvés ensemble sur scène depuis plus de vingt ans. La chanson Mother apparaît dans le jeu vidéo Guitar Hero 2, ainsi que dans le jeu vidéo Grand Theft Auto: San Andreas. Elle est également présente dans les crédits du jeu vidéo FEAR 3.
Le 29 mai 2007 est publié The Lost Tracks of Danzig, album contenant 26 anciens titres jamais publiés auparavant.
Le 26 décembre 2009, Danzig joue au Starland Ballroom dans le New Jersey. Le show est noté pour l'apparition de Michale Graves qui, avec Doyle et Dr. Chud, joue plusieurs chansons des Misfits.
Le 10 mars 2010, un ouvrage sur Danzig, intitulé Hidden Lyrics of the Left Hand, est publié. L'ouvrage contient des paroles exclusives mêlées à des illustrations de Simon Bisley. Danzig publie Deth Red Sabaoth, leur neuvième album, le 22 juin 2010. Il s'agit de leur premier album studio en six ans, depuis Circle of Snakes en 2004. Tommy Victor et Johnny Kelly participent à l'album. En janvier 2011, Danzig sont annoncés au Download Festival organisé au Donington Park, en Angleterre, aux côtés de Rob Zombie, Alice Cooper, et System of a Down. Le 25 octobre 2011, une compilation intitulée The Essential Danzig est publié à Sony BMG.
En mai 2012, Danzig publie la chanson Devil's Angels, le thème du film homonyme sorti en 1967, issue de l'album Skeletons. En avril 2013, Glenn Danzig annonce au Full Metal Jackie un nouvel album de Danzig avec Tommy Victor et Johnny Kelly après leur tournée spéciale 25 ans,. En février 2014, le groupe commence l'enregistrement de trois chansons issues de leur futur album studio.
Le 4 septembre 2015, Danzig publie une version single 7" vinyle de Devil's Angels, limitée à 500 exemplaires, pour la promotion de Skeletons.
Le 7 octobre 2015, Danzig apparaît sur Sirius XM pour une reprise de Always on My Mind intitulée Danzig Sings Elvis. Le 29 juillet 2016, le groupe annonce avoir terminé l'album Danzig Sings Elvis.

## Discographie
- 1988 : Danzig
- 1989 : Devil Songs In USA '89 (live)
- 1990 : Danzig II: Lucifuge
- 1992 : Danzig III: How the Gods Kill
- 1993 : Thrall - Demonsweatlive (live EP)
- 1994 : Danzig IV: Vorschau
- 1995 : The Power of the Dark Side (live)
- 1996 : Blackacidevil
- 1999 : 6:66 Satan's Child
- 2001 : Live on the Black Hand Side (live)
- 2002 : I Luciferi
- 2004 : Circle of Snakes
- 2007 : The Lost Tracks of Danzig
- 2010 : Deth Red Sabaoth
- 2015 : Skeletons
- 2017 : Black Laden Crown
- 2020 : Danzig Sings Elvis (Album de reprises de Elvis Presley)

## Membres

### Membres actuels
- Glenn Danzig - chant
- Tommy Victor - guitare (1996-1997, 2002-2005, depuis 2009)
- Johnny Kelly - batterie (2002-2003, depuis 2005)
- Steve Zing - basse (depuis 2006)

### Anciens membres
- Joey Castillo - batterie (1994-2002)
- Josh Lazie - basse (1996-1997, 1998-2000)
- Jerry Montano - basse (2002-2006)
- Todd Youth - guitare (2000-2002)
- Howie Pyro - basse (2000-2002)
- Rob Nicholson - basse (1997-1998)
- Jeff Chambers - guitare (1998-1999)
- Bevan Davies - batterie (2004-2005)
- Charlee Johnson - batterie (2002)
- Dave Kushner - guitare (1997)
- Doyle Wolfgang Von Frankenstein - guitare (tournée 2005)
- Kenny Hickey - guitare (2006-2007)